# Amitis de Mèdia
Amitis (circa 630 aC - 565 aC) (en mede *ᴴumati, en grec antic: Αμυτις 'Amytis', en llatí: Amytis) va ser una reina de Babilònia, esposa de Nabucodonosor II i filla del rei mede Ciaxares.
Amitis era filla de Ciaxares, rei de Mèdia i germana d'Astíages, i es va casar amb Nabucodonosor II per formalitzar l'aliança entre les dinasties de Babilònia i de Mèdia.
La tradició explica que l'enyorança d'Amitis per les muntanyes boscoses de Mèdia va donar lloc a la construcció dels jardins penjants de Babilònia, ja que Nabucodonosor intentava complaure-la plantant els arbres i les plantes de la seva terra natal. Les proves històriques, però, no donen suport a aquesta tradició.
Una filla d'Amitis i Nabucodonosor II, Kassaia, es va casar amb Neriglissar, general i usurpador del tron de Babilònia.